# Ljud & Bild
För tidningen med samma namn, se Ljud & Bild (tidskrift)
Ljud & Bild var en svensk detaljhandelskedja inom hemelektronik, verksam 1972–2009.

## Historik
Konkurrenten Onoff köpte 1998 upp Ljud & Bilds 7 butiker i västra Sverige. Med nya ägare startade man därefter om, en verksamhet som mest bestod av 10 butiker, varav 3 franchise. Hans Jonasson ägde bolaget Ljud & Bild. Under 2004–05 omstrukturerades verksamheten, och några butiker såldes/konverterades till Expert, Audio Video och Euronics. En butik försattes i konkurs – Ljud & Bild outletstore på Freeport i Kungsbacka. Därefter fanns verksamhet kvar i Göteborg (Backaplan) och Kungsmässan i Kungsbacka.
I februari 2009 stängde butiken i Kungsbacka och i mars samma år stängde butiken på Backaplan och verksamheten lades ned i sin helhet.